# Campeonato Paulista Série A2 2004
In 2004 werd het 58ste Campeonato Paulista Série A2 gespeeld voor voetbalclubs uit de Braziliaanse staat São Paulo. De competitie werd georganiseerd door de FPF en werd gespeeld van 24 januari tot 30 mei. Inter de Limeira werd kampioen. 

## Eerste fase

### Groep 1
| Plaats | Clu          | Wed. | W | G | V | Saldo | Ptn. |
| ------ | ------------ | ---- | - | - | - | ----- | ---- |
| 1.     | Francana     | 14   | 8 | 1 | 5 | 20:16 | 25   |
| 2.     | Botafogo     | 14   | 7 | 3 | 4 | 25:16 | 24   |
| 3.     | Bandeirante  | 14   | 7 | 1 | 6 | 21:22 | 22   |
| 4.     | Taquaritinga | 14   | 6 | 4 | 4 | 18:12 | 22   |
| 5.     | Comercial    | 14   | 5 | 4 | 5 | 28:23 | 19   |
| 6.     | Olímpia      | 14   | 5 | 3 | 6 | 22:26 | 18   |
| 7.     | Araçatuba    | 14   | 4 | 5 | 5 | 13:18 | 17   |
| 8.     | Rio Preto    | 14   | 2 | 3 | 9 | 10:24 | 9    |

|  | Geplaatst voor tweede fase |

### Groep 2
| Plaats | Clu              | Wed. | W | G | V  | Saldo | Ptn. |
| ------ | ---------------- | ---- | - | - | -- | ----- | ---- |
| 1.     | Inter de Limeira | 14   | 8 | 3 | 3  | 23:14 | 27   |
| 2.     | Nacional         | 14   | 8 | 2 | 4  | 25:19 | 26   |
| 3.     | Taubaté          | 14   | 8 | 1 | 5  | 29:18 | 25   |
| 4.     | Flamengo         | 14   | 7 | 4 | 3  | 24:19 | 25   |
| 5.     | São Bento        | 14   | 7 | 2 | 5  | 22:14 | 23   |
| 6.     | Matonense        | 14   | 5 | 2 | 7  | 15:24 | 17   |
| 7.     | Bragantino       | 14   | 2 | 3 | 9  | 13:23 | 9    |
| 8.     | São José         | 14   | 1 | 3 | 10 | 10:30 | 6    |

|  | Geplaatst voor tweede fase |
|  | Degradatie naar Série A3   |

## Tweede fase

### Groep 3
| Plaats | Clu          | Wed. | W | G | V | Saldo | Ptn. |
| ------ | ------------ | ---- | - | - | - | ----- | ---- |
| 1.     | Taubaté      | 6    | 2 | 3 | 1 | 7:6   | 9    |
| 2.     | Taquaritinga | 6    | 2 | 3 | 1 | 7:6   | 9    |
| 3.     | Nacional     | 6    | 2 | 2 | 2 | 9:7   | 8    |
| 4.     | Francana     | 6    | 1 | 2 | 3 | 6:10  | 5    |

|  | Geplaatst voor derde fase |

### Groep 4
| Plaats | Clu              | Wed. | W | G | V | Saldo | Ptn. |
| ------ | ---------------- | ---- | - | - | - | ----- | ---- |
| 1.     | Flamengo         | 6    | 4 | 1 | 1 | 10:7  | 13   |
| 2.     | Inter de Limeira | 6    | 2 | 3 | 1 | 7:6   | 9    |
| 3.     | Botafogo         | 6    | 1 | 3 | 2 | 11:11 | 6    |
| 4.     | Bandeirante      | 6    | 0 | 3 | 3 | 12:16 | 3    |

|  | Geplaatst voor derde fase |

## Derde fase
| Plaats | Clu              | Wed. | W | G | V | Saldo | Ptn. |
| ------ | ---------------- | ---- | - | - | - | ----- | ---- |
| 1.     | Inter de Limeira | 6    | 4 | 0 | 2 | 11:8  | 12   |
| 2.     | Taubaté          | 6    | 3 | 1 | 2 | 5:5   | 10   |
| 3.     | Taquaritinga     | 6    | 3 | 1 | 2 | 9:11  | 10   |
| 4.     | Flamengo         | 6    | 1 | 0 | 5 | 7:8   | 3    |

|  | Kampioen |

## Kampioen
| Campeonato Paulista de 2004 - Série A2 |
| São Paulo                              |
| -------------------------------------- |
| INTER DE LIMEIRA Kampioen (3° titel)   |